# Sinophorus infimus
Sinophorus infimus är en stekelart som beskrevs av Sanborne 1984. Sinophorus infimus ingår i släktet Sinophorus och familjen brokparasitsteklar. Inga underarter finns listade i Catalogue of Life.